# Gustavo Meza-Cuadra
Gustavo Adolfo Meza-Cuadra Velásquez (17 de marzo de 1959) es un economista y diplomático peruano. Fue Ministro de Relaciones Exteriores del Perú desde el 3 de octubre de 2019 al 15 de julio de 2020, el segundo durante el Gobierno de Martín Vizcarra.

## Biografía
Hijo del coronel del Ejército del Perú, Daniel Meza-Cuadra, quien fue Prefecto de Arequipa y Alicia Velásquez. Es sobrino del general Aníbal Meza-Cuadra Cárdenas, ministro de Transportes en el Gobierno militar de Juan Velasco Alvarado y hermano del diputado de Izquierda Unida, Antonio Meza Cuadra Velásquez.
Ingresó a la Universidad del Pacífico, en la cual estudió Economía y obtuvo el título profesional de Economista.
Realizó una Maestría en Política Internacional Pública en la Universidad Johns Hopkins en Baltimore y una Maestría en Diplomacia y Gestión de Organizaciones Internacionales, de la Universidad de París-Sur. También ha seguido un diploma en Asuntos de Política Internacional en el Instituto Internacional de Administración Pública de París.
Meza-Cuadra obtuvo una Licenciatura en Relaciones Internacionales de la Academia Diplomática del Perú.

## Carrera diplomática
Fue Primer Secretario y Encargado de Asuntos Consulares en la Embajada del Perú en Guatemala. Luego pasó a ser Primer Secretario en la Embajada de Perú en el Reino Unido.
De 1989 a 1992 fue Primer Secretario en la Embajada del Perú en París, Francia.
De 1994 a 1999 fue Consejero Económico-Financiero en la Embajada del Perú en Washington D. C., Estados Unidos.
En 1999 se desempeñó como Subdirector para Asuntos de los Países Andinos.
De 1999 a 2000 fue Jefe del Departamento de Naciones Unidas en la Subsecretaría de Asuntos Multilaterales y Especiales. Luego, en la misma división, fue Coordinador Alterno del Grupo de Río de 2000 a 2002.
En 2002 pasó a ser Director de Cooperación Política e Integración del Ministerio de Relaciones Exteriores.
De 2004 a 2005 fue Encargado de Negocios ad interim en la Embajada del Perú en Londres, Reino Unido
De 2006 a 2007 fue Representante Permanente del Perú ante la Organización Marítima Internacional.
De 2007 a 2008 fue director de Organización Mundial del Comercio en la Subsecretaría de Asuntos Multilaterales y Especiales.
De 2008 a 2009 fue director Nacional de Soberanía y Límites, en la Subsecretaría para Asuntos de América en el Ministerio de Relaciones Exteriores.
En 2013 fue nombrado como representante Permanente del Perú ante la Organización de las Naciones Unidas. Como tal, presidió el Consejo de Seguridad de las Naciones Unidas entre el 2018 al 2019. 
Fue asesor en temas de derechos del mar en el caso de la demanda sobre delimitación marítima con Chile ante la Corte Internacional de Justicia de La Haya. Asimismo, ha presidido el Proceso Abierto de Consultas Oficiosas de las Naciones Unidas sobre los Océanos y el Derecho del Mar.
En noviembre de 2023, renunció como embajador de Perú en los Estados Unidos.